# Bucetina
Bucetina (DCI, BAN) é um analgésico e antipirético que não é mais comercializado.  Quimicamente, é semelhante à fenacetina, com a qual compartilha o risco de carcinogênese.  A bucetina saiu de circulação em 1986 devido ao risco de toxicidade renal.